# Michele Zanche
Michele Zanche (1203 – Sassari, 1275) fue un político sardo, conocido principalmente como personaje de la Divina Comedia de Dante Alighieri, donde es mencionado en el canto XXII del Infierno, en la quinta fosa (bolgia) del octavo círculo, entre los estafadores.
De él no se tienen noticias ciertas, pero se cree que fue vicario del rey Enzo, hijo de Federico II, en el Logudoro de Cerdeña. Usurpado el poder a Enzo, cometió malversaciones y crímenes y fue asesinado bajo traición por el yerno Branca D'Oria (castigado por esto en el noveno círculo del Infierno: ver canto XXXIII).